# Mirandees

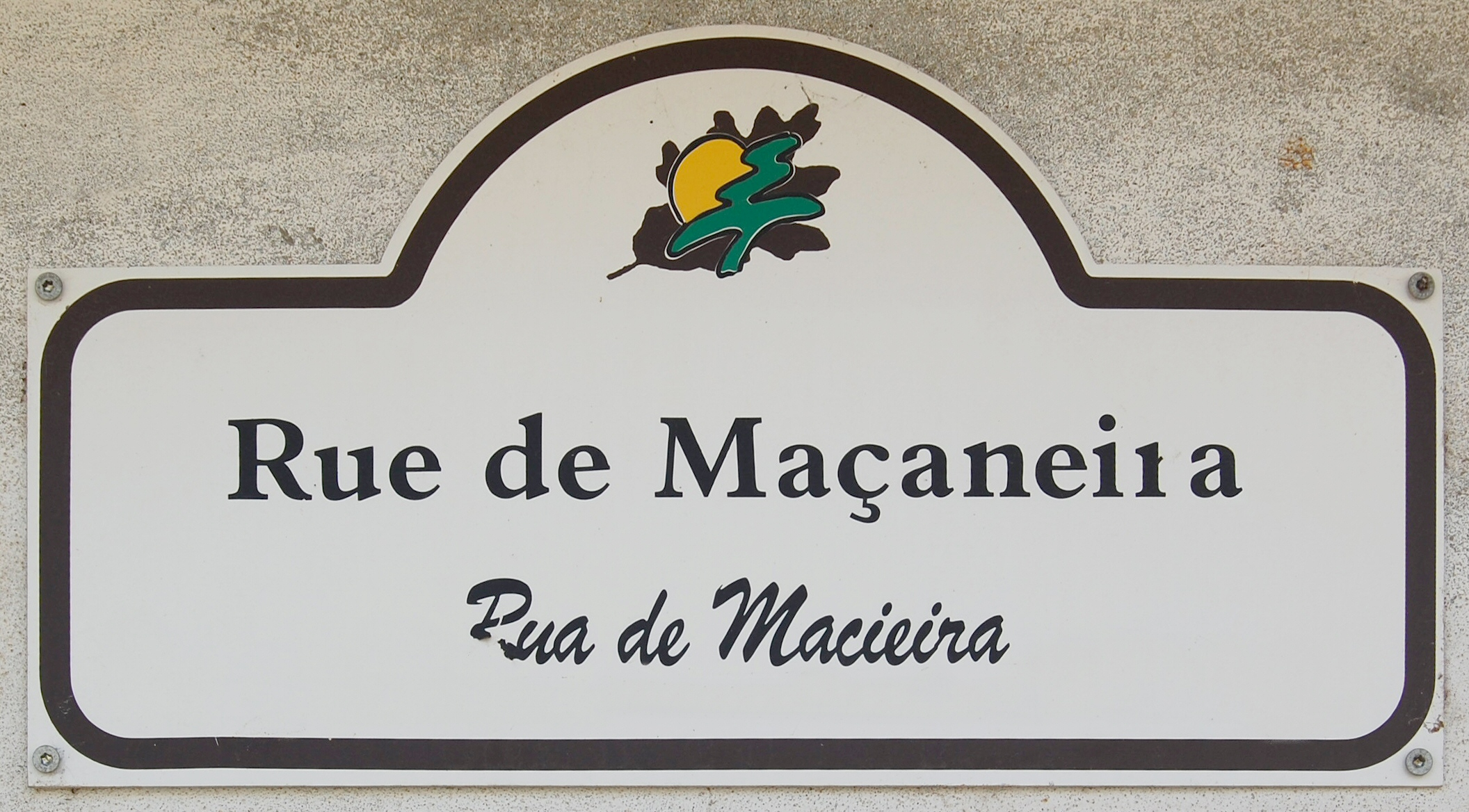
Straatnaambord in Genísio (Portugees) of Zenízio (Mirandees), met straatnamen in het Mirandees en Portugees

In het rood Miranda do Douro

Het Mirandees is een Romaanse taal die wordt gesproken in de Portugese plaats Miranda do Douro, op de grens met Spanje. Er zijn rond de 15.000 sprekers. Sinds 1999 heeft het Mirandees hier een officiële status naast het Portugees, in vier gemeenten in het noordoosten van Portugal.
De origine van het Mirandees ligt niet in Portugal, maar in het deel van het voormalige Koninkrijk León dat tegenwoordig in de Spaanse autonome regio Castilië en León ligt, waar Miranda do Douro dan ook aan grenst. De taal is het nauwst verwant aan het Asturisch en Leonees. Niettemin is het Mirandees voor Portugezen goed te verstaan en zijn de verschillen maar klein. De ISO 639-3-taalcode voor deze taal is mwl.